# 向山黄村

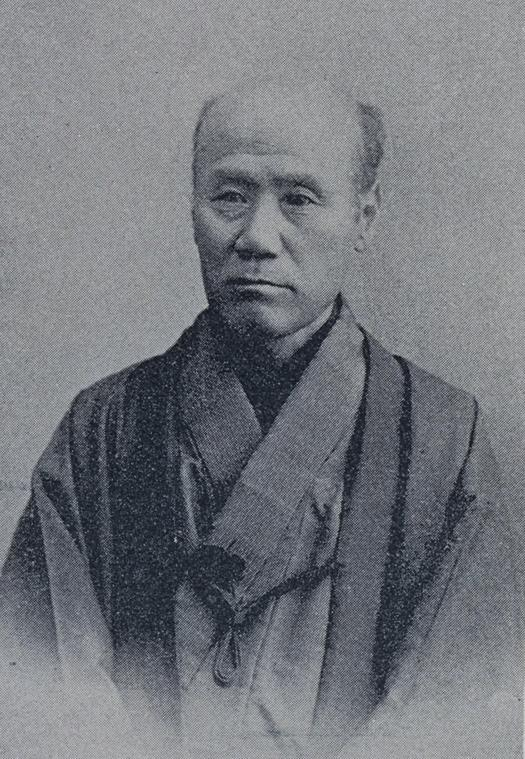
向山黄村

向山 黄村（むこうやま こうそん、文政9年1月13日（1826年2月19日） - 明治30年（1897年）8月12日）は、幕末から明治時代の幕臣、漢詩人。諱は一履、字は欣文、通称は栄五郎、隼人正。海軍中将で男爵の向山慎吉は養子。

## 人物・生涯
旗本・一色仁左衛門真浄の三男として江戸に生まれた。父の仁左衛門も、潤沢な学才と広い見識を備えた人物であったという。幼少の頃より利発な人物であったらしく、その才覚を見込んだ幕臣・向山源太夫（篤、誠斎）によって養子に迎えられた。
はじめ千坂廉斎（古賀精里の門人）の門人となり、昌平坂学問所に入って学問の研鑽を積んだ。台頭して教授方出役となった。
養父の源太夫は箱館奉行支配組頭を務め、松浦武四郎の上司として知られる。安政3年（1856年）、源太夫が樺太からの帰途宗谷で没すると、黄村は家督を継ぐとともに箱館奉行支配調役として召し出され、安政6年（1859年）には養父の職でもあった箱館奉行支配組頭となる。このときには樺太まで足を運んで測量を行い、居合わせたロシア人たちと交渉を行っている。万延元年（1860年）には表御右筆ついで奥御右筆、文久元年（1861年）には外国奉行支配組頭、文久3年（1863年）には御目付、慶応2年（1866年）には外国奉行となった。同年若年寄格・駐仏公使に任命され、徳川昭武に随行してパリに渡り、ナポレオン3世にも拝謁した。
フランス政府は欧州に5年間留学の予定であった徳川昭武や他の留学生の指導と教育をメルメ・カションに担当させる予定であったが、向山一履はこれに大反対した。理由は、カションが神父であることと、その性格（小人・佞人とも言われていた）であった。教育係からは外されたカションは、突然「日本は一種の連邦国家であり、幕府は全権を有していない」という論説をパリの新聞に寄稿したが、これはアーネスト・サトウやシャルル・ド・モンブランら薩摩寄りの人物と同一の主張であった。この論説をフランス政府も無視できず、結果として小栗忠順が成約したフランスからの600万ドル借款が取り消されてしまっている。
明治維新後は旧主徳川家達に随従して静岡に赴いた。府中（駿府）と呼ばれたこの町を「静岡」と命名したのは黄村である。黄村は静岡学問所頭取に就任し、後身の教育に励んだ。学問所が廃校となった後は東京に移り、杉浦梅潭、稲津南洋と共に晩翠吟社を創立、詩作に余生を費やした。墓所は文京区栄松院。

著作に『景蘇軒詩鈔』『游晃小草』がある。

### 逸話
旧幕臣による『徳川氏実録』の編纂が計画されると、勝海舟は黄村に活動資金を与えて関係者を訪ね歩かせ、「実録編纂が反政府活動と取られかねない」と説得する編纂阻止工作を行わさせ、これを妨害した。結果、この計画は実現しなかった。『氷川清話』によると、勝海舟は黄村の人となりに高い評価を下していたという。